# Campionatul Mondial de Atletism din 2022 - Săritura în lungime (masculin)
Proba masculină de săritura în lungime de la Campionatul Mondial de Atletism din 2022 a avut loc în perioada 15-16 iulie 2022 pe Hayward Field din Eugene, SUA. 34 de atleți din 21 de țări au intrat în competiție.

## Standardul de calificare
Standardul de calificare a fost de 8,22m.

## Program
Ora este ora SUA (UTC-7) 
| Data     | Oră   | Etapă      |
| -------- | ----- | ---------- |
| 15 iulie | 18:00 | Calificări |
| 16 iulie | 18:20 | Finala     |

## Rezultate

### Calificări
În finală s-au calificat toți sportivii care au sărit la distanța de 8,15m (C) sau cele mai bune 12 performanțe (c).
| Loc | Grupă | Nume                      | Țară                       | Rundă | Rundă | Rundă | Cea mai bună performanță | Note |
| Loc | Grupă | Nume                      | Țară                       | 1     | 2     | 3     | Cea mai bună performanță | Note |
| --- | ----- | ------------------------- | -------------------------- | ----- | ----- | ----- | ------------------------ | ---- |
| 1   | A     | Yuki Hashioka             | Japonia                    | x     | 8,18  |       | 8,18                     | C    |
| 2   | A     | Marquis Dendy             | Statele Unite ale Americii | 7,80  | 8,02  | 8,16  | 8,16                     | C    |
| 3   | A     | Thobias Montler           | Suedia                     | x     | 7,83  | 8,10  | 8,10                     | c    |
| 4   | A     | Simon Ehammer             | Elveția                    | x     | 7,90  | 8,09  | 8,09                     | c    |
| 5   | B     | Miltiadis Tentoglou       | Grecia                     | 8,03  | x     | x     | 8,03                     | c    |
| 5   | A     | Eusebio Cáceres           | Spania                     | x     | x     | 8,03  | 8,03                     | c    |
| 7   | B     | Murali Sreeshankar        | India                      | 7,86  | 8,00  | x     | 8,00                     | c    |
| 8   | A     | Henry Frayne              | Australia                  | 7,99  | x     |       | 7,99                     | c    |
| 9   | A     | Wayne Pinnock             | Jamaica                    | 7,74  | 7,98  | x     | 7,98                     | c    |
| 10  | B     | Wang Jianan               | China                      | 7,98  | x     | 7,69  | 7,98                     | c    |
| 11  | B     | Steffin McCarter          | Statele Unite ale Americii | 7,94  | x     | 7,93  | 7,94                     | c    |
| 12  | B     | Maykel Massó              | Cuba                       | x     | 7,93  | 7,60  | 7,93                     | c    |
| 13  | B     | Emiliano Lasa             | Uruguay                    | 7,89  | 7,82  | x     | 7,89                     |      |
| 14  | B     | Radek Juška               | Cehia                      | x     | x     | 7,87  | 7,87                     |      |
| 15  | A     | Ruswahl Samaai            | Africa de Sud              | 6,34  | 7,86  | x     | 7,86                     | SB   |
| 16  | B     | Christopher Mitrevski     | Australia                  | 7,79  | 7,57  | 7,83  | 7,83                     |      |
| 17  | B     | William Williams          | Statele Unite ale Americii | 7,83  | 7,53  | 7,74  | 7,83                     |      |
| 18  | B     | LaQuan Nairn              | Bahamas                    | 7,80  | x     | 7,80  | 7,80                     |      |
| 19  | B     | Jovan van Vuuren          | Africa de Sud              | 7,80  | x     | 7,50  | 7,80                     |      |
| 20  | A     | Jeswin Aldrin Johnson     | India                      | x     | x     | 7,79  | 7,79                     |      |
| 21  | B     | Natsuki Yamakawa          | Japonia                    | 7,50  | 7,72  | 7,75  | 7,75                     |      |
| 22  | A     | Huang Changzhou           | China                      | 7,59  | 7,75  | 7,68  | 7,75                     |      |
| 23  | A     | Muhammed Anees Yahiya     | India                      | 7,19  | 7,73  | 7,58  | 7,73                     |      |
| 24  | B     | Tristan James             | Dominica                   | x     | 7,72  | 7,59  | 7,72                     |      |
| 25  | A     | José Luis Mandros         | Peru                       | x     | 7,71  | x     | 7,71                     |      |
| 26  | A     | Kristian Pulli            | Finlanda                   | 7,55  | 7,56  | 7,31  | 7,56                     |      |
| 27  | A     | Samory Fraga              | Brazilia                   | x     | 7,51  | 6,77  | 7,51                     |      |
| 28  | A     | Salim Saleh Mus Al Yarabi | Oman                       | x     | 7,43  | 7,29  | 7,43                     |      |
| 29  | B     | Benjamin Gföhler          | Elveția                    | 7,41  | 7,39  | 7,40  | 7,41                     |      |
|     | A     | Cheswill Johnson          | Africa de Sud              | x     | x     | x     | {FM                      | {FM  |
|     | B     | Héctor Santos             | Spania                     | x     | x     | x     | FM                       | FM   |
|     | B     | Tajay Gayle               | Jamaica                    | x     | x     | x     | FM                       | FM   |

### Finala
Finala a avut loc pe 16 iulie și a început la ora 18:20. Rezultatele au fost următoarele:
| Loc | Nume                | Țară                       | Rundă | Rundă | Rundă | Rundă | Rundă | Rundă | Cea mai bună performanță | Note |
| Loc | Nume                | Țară                       | 1     | 2     | 3     | 4     | 5     | 6     | Cea mai bună performanță | Note |
| --- | ------------------- | -------------------------- | ----- | ----- | ----- | ----- | ----- | ----- | ------------------------ | ---- |
| 1   | Wang Jianan         | China                      | 7,94  | x     | 8,03  | x     | 8,03  | 8,36  | 8,36                     | SB   |
| 2   | Miltiadis Tentoglou | Grecia                     | x     | 8,30  | 8,29  | 8,24  | 8,32  | 8,20  | 8,32                     |      |
| 3   | Simon Ehammer       | Elveția                    | 6,42  | 8,16  | 7,78  | x     | x     | 7,94  | 8,16                     |      |
| 4   | Maykel Massó        | Cuba                       | x     | 8,15  | x     | 7,79  | 8,02  | 7,88  | 8,15                     | SB   |
| 5   | Steffin McCarter    | Statele Unite ale Americii | 7,87  | 8,04  | x     | 7,88  | 7,87  | x     | 8,04                     |      |
| 6   | Marquis Dendy       | Statele Unite ale Americii | x     | 8,02  | 7,98  | x     | x     | x     | 8,02                     |      |
| 7   | Sreeshankar         | India                      | 7,96  | x     | x     | 7,89  | x     | 7,83  | 7,96                     |      |
| 8   | Eusebio Cáceres     | Spania                     | 7,91  | x     | 7,93  | x     | x     | x     | 7,93                     |      |
| 9   | Wayne Pinnock       | Jamaica                    | 7,33  | 7,88  | 7,84  |       |       |       | 7,88                     |      |
| 10  | Yuki Hashioka       | Japonia                    | x     | x     | 7,86  |       |       |       | 7,86                     |      |
| 11  | Thobias Montler     | Suedia                     | 6,12  | 7,74  | 7,81  |       |       |       | 7,81                     |      |
| 12  | Henry Frayne        | Australia                  | x     | 7,80  | x     |       |       |       | 7,80                     |      |